# Березовський Антон Йосипович
Анто́н Йо́сипович Березо́вський (пол. Antoni Berezowski, 9 травня 1847, Авратин, Житомирський повіт,  Волинська губернія — 22 жовтня 1916, Бурай, Нова Каледонія) — діяч польського національно-визвольного руху, терорист. 25 травня (6 червня) 1867 року в Парижі скоїв невдалий замах на Олександра II.

## Молодість
Уродженець Волинської губернії, син бідного шляхтича, вчителя музики. Працював на механічному заводі, в 16 років прийняв (проти волі батька) участь в Польському повстанні 1863 р., після придушення емігрував, з 1865 року жив в Парижі, працював в слюсарній майстерні.

## Замах
В 1867 році в Парижі мала відбутися Всесвітня виставка, на яку приїхав і імператор Олександр II. За словами самого Березовського, ідеї вбивства царя і звільнення цим актом Польщі зародилися в ньому з раннього дитинства, але безпосереднє рішення він прийняв  1 червня, коли перебував на вокзалі в натовпі, який спостерігав за зустріччю  Олександра II. 5 червня він купив за п'ять франків двоствольний пістолет і на наступний день,  6 червня, поснідавши, вирушив шукати зустрічі з царем.
О п'ятій годині пополудні Березовський у іподрому Лоншан (Longchamp) у Булонському лісі стріляв в  Олександра II, який повертався з військового огляду (разом з царем в екіпажі перебували два його сини, Володимир Олександрович і Олександр Олександрович, тобто майбутній імператор  Олександр III, а також імператор  Наполеон III). Пістолет розірвало від занадто сильного заряду, в результаті куля відхилилася і потрапила в коня супроводжував екіпаж шталмейстер а. Березовський, якому вибухом сильно пошкодило руку, був негайно схоплений натовпом. "Я зізнаюся, що вистрілив сьогодні в імператора під час його повернення з огляду, — заявив він після арешту. — Два тижні тому у мене народилася думка царевбивства, втім, вірніше, я мав цю думку відтоді, як почав себе усвідомлювати, маючи на увазі звільнення батьківщини ".

## Суд
15 липня 1867 року відбулося засідання суду присяжних. Березовський тримався спокійно і з повною впевненістю у своїй правоті; він знову заявив, що вчинив замах заради Польщі, за особистою ініціативою і без жодних спільників. Він висловив тільки жаль, «що все це сталося в дружній нам Франції». Прокурор стверджував, що Березовський не мав особистих мотивів скаржитися на російський уряд, і тому «для нього немає виправдань, якщо тільки політичні пристрасті не послужать йому в зменшення провини». Адвокат Шарль Лашо наполягав на тому, що Березовський мстився за свою поневолену батьківщину і сім'ю, пославшись після повстання, і посилався на добрі якості Березовського, підтверджені свідками. Попри співчуття публіки, Березовського визнали винним з допущенням полекшливих обставин і засудили до довічних каторжних робіт у Новій Каледонії.

## Подальше життя і смерть
Каторгу відбував на острові Ну. В 1886 році каторгу йому замінили на довічне заслання, а в 1906 році його амністував уряд Клемансо, але Березовський не побажав повертатися з Нової Каледонії, він і далі жив у містечку Бурай  (Bourail), де й помер десять років по тому.

## Березовський в художній літературі
Антон Березовський — головний герой історико-психологічних повістей польського письменника Яна Юзефа Щепаньского: «Ікар» (1966) і її продовження — «Острів» (1968).
У російському серіалі «Роман імператора» (1993) його втілив актор Олексій Нілов.